# ミヤマカラスシジミ
ミヤマカラスシジミ（深山鴉小灰蝶 Strymonidia mera）は、チョウ目（鱗翅目）シジミチョウ科ミドリシジミ亜科に属するチョウの一種。

## 概要
近縁種のカラスシジミはユーラシア大陸などに広く分布するが、本種は日本特産。カラスシジミよりやや森林との結びつきが強いわりに活発性に欠け、翅先が丸みを帯びる。

## 分布
北海道、本州、四国、九州に分布する日本の固有種。。西日本では冷温帯の高地帯に生息している。琉球大学の風樹館で、1838年7月22日に長野県の松原湖で採取された標本が所蔵されている。

## 特徴
前翅長は18 mm程。成虫は年1回発生し、7-8月頃に見られる。幼虫はクロウメモドキ科のクロウメモドキ、クロツバラなどを食草とする。卵の状態で越冬する。生息域はカラスシジミとそれほど違わないが、本種は北海道では少ない。翅の裏面の色調などの地域変異が見られる。オスの前翅の表面に楕円形の性標があるがメスにはない。

## 種の保全状況評価
日本の各都道府県で、以下のレッドリストの指定を受けている。環境省としての、レッドリストの指定はない。
- 絶滅寸前または絶滅危惧種（絶滅危惧種IA類・CRまたは絶滅危惧種IB類・EN） - 東京都、愛知県[4]、福岡県
- 危急種（絶滅危惧II類・VU） - 宮城県、高知県、宮崎県
- 準絶滅危惧 - 青森県、茨城県、栃木県[8]、岐阜県[9]、滋賀県、鳥取県、徳島県、愛媛県、熊本県

## シノニム
- Fixsenia mera Janson、カラスシジミ属（Fixsenia）[10]

## 近縁種
- カラスシジミ
- ベニモンカラスシジミ